# Астара (Іран)
Астара́ (перс. آستارا) — місто на північному заході Ірану в провінції Гілян, адміністративний центр шахрестана Астара. Порт на Каспійському морі. Населення міста 2011 р. складало 46 805 чоловік.
Важливий торговельний і митний центр. Через Астару проходить велика частина неморського грузообігу між Росія та Іран. Кінцевий пункт на трасі «Решт — Астара». Зараз розглядається проект з'єднання залізничних мереж півдня Росії та півночі Ірану через Астару. (Залізниця Аштара — Решт — Казвін).
Назва міста походить від словосполучення هسته‌ رو (oheste+row), тобто сповільнений шлях (коридор).

## Історія
Місто засноване 6000 років тому. Колись Астара була столицею Талишського ханства, але боячись нападу Каджарів, Гара-хан після смерті у серпні 1747 р. Надир-шаха, переніс столицю північніше в Ленкорань. Астаринська волость Талишського ханства була розділена на дві частини на умовах Гюлистанський мирний договір від 5 листопада 1813 р. Передмістя Гом на північ від прикордонної ріки Астара перейшло до Росії (зараз однойменне місто Астара в Азербайджані).